# 吳為璉
吳為璉（越南语：／；1894年11月5日—1945年5月14日），越南阮朝官員、學者。

## 生平
1894年11月5日，吳為璉出生於河東省左青威村（今河內市青池縣左青威社）。
1945年5月14日，在編寫《武江縣地輿誌》時突發腦溢血，半身不遂的他嘗試用左手來繼續編撰，未完成就於1945年5月14日在河內去世。

## 紀念
2016年7月，河南省將府里市藍夏都市生態區的一條道路命名爲吳為璉街。

## 外部鏈接
- 维基共享资源上的相關多媒體資源：吳為璉